# Regla Chatham House
La regla de Chatham House és un sistema per a la celebració de debats i taules rodones sobre temes controvertits, el nom ve de la seu del Royal Institute of International Affairs (l'Institut Reial d'Afers Internacionals) del Regne Unit, amb seu a Chatham House, de Londres, on la regla es va originar al juny de 1927.
En una reunió que se celebri sota la regla de Chatham House, qualsevol que vingui a la reunió és lliure d'utilitzar la informació de la discussió, però no li està permès revelar qui va fer cap comentari. Està dissenyat per augmentar l'obertura de la discussió.
En la seva última versió de 2002 la regla diu:
| « | Quan una reunió, o una part d'una reunió, es convoca sota la Regla de Chatham House, els participants tenen el dret d'utilitzar la informació que reben, però no es pot revelar ni la identitat ni l'afiliació de l'orador, ni de cap altre participant. | » |

## Propòsit
La regla està dissenyada per augmentar l'obertura de la discussió en polítiques públiques i temes d'actualitat, ja que permet a les persones d'expressar i discutir opinions controvertides i arguments sense patir el risc de ser acomiadats del seu treball.
La norma permet a les persones que parlin com a individus i així puguin expressar punts de vista que poden ser diferents dels de les seves organitzacions i, per tant, estimula la discussió lliure. Els conferenciants són lliures d'expressar les seves pròpies opinions, sense preocupar-se per la seva reputació personal o de les seves funcions oficials i afiliacions.